# Сједињене Америчке Државе на Летњим олимпијским играма 1896.
Сједињене Америчке Државе (САД) су учествовале на Летњим олимпијским играма одржаним 1896. године у Атини, Грчка, а њени такмичари учинили су је најуспешнијом земљом према броју освојених златних медаља. Освојили су их 11, а другопласирана Грчка 10, међутим Грчка је имала укупно 46 освојених медаља, а САД 20.
САД је на овим олимпијским играма представљало укупно четрнаест такмичара у три спорта, који су учествовали у 27 такмичења, 16 различитих дисциплина и освојили 11 златних, 7 сребрних и 2 бронзане медаље. Већина такмичара су били студенти универзитета Харвард и Принстон или чланови Бостонске Атлетске асоцијације.
Прву медаљу на модерним Олимпијским играма 1896. освојио је амерички атлетичар Џејмс Брендан Коноли у троскоку. Најстарији такмичар на овим Олимпијским играма био је амерички стрелац Чарлс Водстајн са 40 година.

## Освајачи медаља
Од 14 Американаца на Играма у Атини, 12 су освојили медаље. Медаље било којег сјаја нису освојили стрелац Чарлс Волдстајн и пливач Гарднер Вилијамс.

### Злато
- Том Берк - атлетика, 100 метара
- Том Берк - атлетика, 400 метара
- Елери Кларк - атлетика, скок удаљ
- Елери Кларк - атлетика, Скок увис
- Џејмс Брендан Коноли - атлетика, тросток
- Томас Кертис - атлетика, 110 метара препоне
- Роберт Гарет - атлетика, бацање кугле
- Роберт Гарет - атлетика, бацање диска
- Велс Хојт - атлетика, скок мотком
- Џон Пејн - стрељаштво, војнички пиштољ
- Самнер Пејн - стрељаштво, пиштољ слободног избора

### Сребро
- Артур Блејк - атлетика, 1.500 метара
- Џејмс Брендан Коноли - атлетика, скок увис
- Роберт Гарет - атлетика, скоки удаљ
- Роберт Гарет - атлетика, скок удаљ
- Херберт Џејмисон - атлетика, 400 метара
- Самнер Пејн - стрељаштво, војнички пиштољ
- Алберт Тајлер - атлетика, скок мотком

### Бронза
- Џејмс Брендан Коноли - атлетика, скок удаљ
- Франсис Лејн - атлетика, 100 метара

## Резултати по дисциплинама

### Атлетика
САД су освојиле девет златних медаља, шест сребрних и две бронзане медаље у дванаест атлетских дисциплина.
| Дисциплина         | Место | Атлетичар        | Предтакмичење | Финале         |
| ------------------ | ----- | ---------------- | ------------- | -------------- |
|                    |       |                  |               |                |
| 100 метара         | 1     | Том Берк         | 12,0 сек      | 12,0 сек       |
| 100 метара         | 3     | Франсис Лејн     | 12,2 сек      | 12,6 сек       |
| 100 метара         | –     | Томас Кертис     | 12,2 сек      | Није стартовао |
|                    |       |                  |               |                |
| 400 метара         | 1     | Том Берк         | 58,4 сек      | 54,2 сек       |
| 400 метара         | 2     | Херберт Џејмисон | 56,8 сек      | 55,2 сек       |
|                    |       |                  |               |                |
| 1.500 метара       | 2     | Артур Блејк      | Није било     | 4:34,0         |
|                    |       |                  |               |                |
| 110 метара препоне | 1     | Томас Кертис     | 18,4 с        | 17,6 с         |
| 110 метара препоне | –     | Велс Хојт        | Непознато     | Није стартовао |
|                    |       |                  |               |                |
| Маратон            | –     | Артур Блејк      | Није било     | Није завршило  |
|                    |       |                  |               |                |

| Дисциплина   | Место | Атлетичар            | Најбољи резултат |
| ------------ | ----- | -------------------- | ---------------- |
|              |       |                      |                  |
| Скок удаљ    | 1     | Елери Кларк          | 6,35 м           |
| Скок удаљ    | 2     | Роберт Гарет         | 6,00 м           |
| Скок удаљ    | 3     | Џејмс Брендан Коноли | 5,84 м           |
|              |       |                      |                  |
| Троскок      | 1     | Џејмс Брендан Коноли | 13,71 м          |
|              |       |                      |                  |
| Скок увис    | 1     | Елери Кларк          | 1,81 м           |
| Скок увис    | 2     | Џејмс Брендан Коноли | 1,65 м           |
| Скок увис    | 2     | Роберт Гарет         | 1,65 м           |
|              |       |                      |                  |
| Скок мотком  | 1     | Велс Хојт            | 3,30 м           |
| Скок мотком  | 2     | Алберт Тајлер        | 3,20 м           |
|              |       |                      |                  |
| Бацање кугле | 1     | Роберт Гарет         | 11,22 м          |
| Бацање кугле | –     | Елери Кларк          | непознато        |
|              |       |                      |                  |
| Бацање диска | 1     | Роберт Гарет         | 29,15 м          |
|              |       |                      |                  |

### Стрељаштво
Браћа Пејн су учествовали у две дисциплине у стрељаштву и осволили три медаље. У дисциплини војнички пиштољ постигли су дуплу победу. Трећи такмичар америчког тима у стрељаштву био је Чарлс Валдштајн који се такмичио у дисциплини војничка пушка.
| Дисциплина              | Место | Стрелац         | Резултат  | Хитац     |
| ----------------------- | ----- | --------------- | --------- | --------- |
|                         |       |                 |           |           |
| Војничка пушка          | –     | Чарлс Волдстајн | непознато | непознато |
|                         |       |                 |           |           |
| Војнички пиштољ         | 1     | Џон Пејн        | 442       | 25        |
| Војнички пиштољ         | 2     | Самнер Пејн     | 380       | 23        |
|                         |       |                 |           |           |
| Пиштољ слободног избора | 1     | Самнер Пејн     | 442       | 24        |
|                         |       |                 |           |           |

### Пливање
Вилијамс је учествовао у две дисциплине пливања.
| Дисциплина      | Позиција | Пливач           | Време     |
| --------------- | -------- | ---------------- | --------- |
|                 |          |                  |           |
| 100 м слободно  | –        | Гарднер Вилијамс | непознато |
|                 |          |                  |           |
| 1200 м слободно | –        | Гарднер Вилијамс | непознато |
|                 |          |                  |           |